# Miktoniscus spinosus
Miktoniscus spinosus är en kräftdjursart som först beskrevs av Thomas Say 1818.  Miktoniscus spinosus ingår i släktet Miktoniscus och familjen Trichoniscidae. Inga underarter finns listade i Catalogue of Life.